# Nemertesia mexicana
Nemertesia mexicana är en nässeldjursart som beskrevs av Ramil och Vervoort 2007. Nemertesia mexicana ingår i släktet Nemertesia och familjen Plumulariidae. Inga underarter finns listade i Catalogue of Life.